# Golden Globe Awards 1971
Die 28. Verleihung der Golden Globe Awards fand am 5. Februar 1971 statt.

## Preisträger und Nominierungen

### Bester Film – Drama
Love Story – Regie: Arthur Hiller
- Airport – Regie: George Seaton
- Five Easy Pieces – Ein Mann sucht sich selbst (Five Easy Pieces) – Regie: Bob Rafelson
- Kein Lied für meinen Vater (I Never Sang for My Father) – Regie: Gilbert Cates
- Patton – Rebell in Uniform (Patton) – Regie: Franklin J. Schaffner

### Bester Film – Musical/Komödie
MASH – Regie: Robert Altman
- Darling Lili – Regie: Blake Edwards
- Liebhaber und andere Fremde (Lovers and Other Strangers) – Regie: Cy Howard
- Scrooge – Regie: Ronald Neame
- Tagebuch eines Ehebruchs (Diary of a Mad Housewife) – Regie: Frank Perry

### Beste Regie
Arthur Hiller – Love Story
- Robert Altman – MASH
- Bob Rafelson – Five Easy Pieces – Ein Mann sucht sich selbst (Five Easy Pieces)
- Ken Russell – Liebende Frauen (Women in Love)
- Franklin J. Schaffner – Patton – Rebell in Uniform (Patton)

### Bester Hauptdarsteller – Drama
George C. Scott – Patton – Rebell in Uniform (Patton)
- Melvyn Douglas – Kein Lied für meinen Vater (I Never Sang for My Father)
- James Earl Jones – Die große weiße Hoffnung (The Great White Hope)
- Jack Nicholson – Five Easy Pieces – Ein Mann sucht sich selbst (Five Easy Pieces)
- Ryan O’Neal – Love Story

### Beste Hauptdarstellerin – Drama
Ali MacGraw – Love Story
- Faye Dunaway – Puzzle of a Downfall Child
- Glenda Jackson – Liebende Frauen (Women in Love)
- Melina Mercouri – Versprechen in der Dämmerung (Promise at Dawn)
- Sarah Miles – Ryans Tochter (Ryan’s Daughter)

### Bester Hauptdarsteller – Musical/Komödie
Albert Finney – Scrooge
- Robert Altman – Tagebuch eines Ehebruchs (Diary of a Mad Houswife)
- Elliott Gould – MASH
- Jack Lemmon – Nie wieder New York (The Out-of-Towners)
- Donald Sutherland – MASH

### Beste Hauptdarstellerin – Musical/Komödie
Carrie Snodgress – Tagebuch eines Ehebruchs (Diary of a Mad Houswife)
- Julie Andrews – Darling Lili
- Sandy Dennis – Nie wieder New York (The Out-of-Towners)
- Angela Lansbury – Something for Everyone
- Barbra Streisand – Die Eule und das Kätzchen (The Owl and the Pussycat)

### Bester Nebendarsteller
John Mills – Ryans Tochter (Ryan’s Daughter)
- Chief Dan George – Little Big Man
- Trevor Howard – Ryans Tochter (Ryan’s Daughter)
- George Kennedy – Airport
- John Marley – Love Story

### Beste Nebendarstellerin
Karen Black – Five Easy Pieces – Ein Mann sucht sich selbst (Five Easy Pieces)

Maureen Stapleton – Airport
- Tina Chen – Herrscher der Insel (The Hawaiians)
- Lee Grant – Der Hausbesitzer (The Landlord)
- Sally Kellerman – MASH

### Bester Nachwuchsdarsteller
James Earl Jones – Die große weiße Hoffnung (The Great White Hope)
- Assi Dajan – Versprechen in der Dämmerung (Promise at Dawn)
- Frank Langella – Tagebuch eines Ehebruchs (Diary of a Mad Houswife)
- Joe Namath – Norwood
- Kenneth Nelson – Die Harten und die Zarten (The Boys in the Band)

### Beste Nachwuchsdarstellerin
Carrie Snodgress – Tagebuch eines Ehebruchs (Diary of a Mad Houswife)
- Jane Alexander – Die große weiße Hoffnung (The Great White Hope)
- Anna Calder-Marshall – Pussycat, Pussycat – I Love You (Pussycat, Pussycat, I Love You)
- Lola Falana – Die Glut der Gewalt (The Liberation of L. B. Jones)
- Marlo Thomas – Jenny
- Angel Tompkins – Ich liebe meine Frau (I Love My Wife)

### Bestes Drehbuch
Erich Segal – Love Story
- Leslie Bricusse – Scrooge
- John Cassavetes – Ehemänner (Husbands)
- Carole Eastman, Bob Rafelson – Five Easy Pieces – Ein Mann sucht sich selbst (Five Easy Pieces)
- Ring Lardner jr. – MASH

### Beste Filmmusik
Francis Lai – Love Story
- Leslie Bricusse, Ian Fraser, Herbert W. Spencer – Scrooge
- Frank Cordell – Cromwell – Krieg dem König (Cromwell)
- Michel Legrand – Sturmhöhe (Wuthering Heights)
- Alfred Newman – Airport

### Bester Filmsong
„Whistling Away the Dark“ aus Darling Lili – Henry Mancini, Johnny Mercer
- „Ballad of Little Fauss and Big Halsey“ aus Stromer der Landstraße (Little Fauss and Big Halsy) – Unbekannt
- „Pieces of Dreams“ aus Die Geliebte des Priesters (Pieces of Dreams) – Alan Bergman, Marilyn Bergman, Michel Legrand
- „Thank You Very Much“ aus Scrooge – Leslie Bricusse
- „Till Love Touches Your Life“ aus Madron – Arthur Hamilton, Riz Ortolani

### Bester ausländischer englischsprachiger Film
Liebende Frauen (Women in Love), Vereinigtes Königreich – Regie: Ken Russell
- Aru heishi no kake, Japan – Regie: Keith Larsen
- Bloomfield, Israel, Vereinigtes Königreich – Regie: Richard Harris, Uri Zohar
- The Act of the Heart, Kanada – Regie: Paul Almond
- The Virgin and the Gypsy, Vereinigtes Königreich – Regie: Christopher Miles

### Bester fremdsprachiger Film
Der aus dem Regen kam (Le Passager de la pluie), Frankreich – Regie: René Clément
- Borsalino, Frankreich, Italien – Regie: Jacques Deray
- Das Geständnis (L’ Aveu), Frankreich – Regie: Costa-Gavras
- Ermittlungen gegen einen über jeden Verdacht erhabenen Bürger (Indagine su un cittadino al di sopra di ogni sospetto), Italien – Regie: Elio Petri
- Ore'ach B'Onah Metah, Frankreich, Israel – Regie: Moshé Mizrahi

## Nominierungen und Gewinner im Bereich Fernsehen

### Beste Fernsehserie – Drama
Medical Center
- Dr. med. Marcus Welby
- Die jungen Anwälte (The Young Lawyers)
- The Bold Ones: The Senator
- Twen-Police (The Mod Squad)

### Bester Darsteller in einer Fernsehserie – Drama
Peter Graves – Kobra, übernehmen Sie (Mission Impossible)
- Mike Connors – Mannix
- Chad Everett – Medical Center
- Burt Reynolds – Dan Oakland (Dan August)
- Robert Young – Dr. med. Marcus Welby

### Beste Darstellerin in einer Fernsehserie – Drama
Peggy Lipton – Twen-Police (The Mod Squad)
- Amanda Blake – Rauchende Colts (Gunsmoke)
- Linda Cristal – High Chaparral (The High Chaparral)
- Yvette Mimieux – The Most Deadly Game
- Denise Nicholas – Room 222

### Beste Fernsehserie – Komödie/Musical
The Carol Burnett Show
- Die Partridge Familie (The Partridge Family)
- Eddies Vater (The Courtship of Eddie's Father)
- Lieber Onkel Bill (Family Affair)
- The Glen Campbell Goodtime Hour

### Bester Darsteller in einer Fernsehserie – Komödie/Musical
Flip Wilson – Kennen Sie Flip Wilson? (Flip)
- Herschel Bernardi – Arnie
- David Frost – The David Frost Show
- Merv Griffin – The Merv Griffin Show
- Danny Thomas – Make Room for Granddaddy

### Beste Darstellerin in einer Fernsehserie – Komödie/Musical
Mary Tyler Moore – Mary Tyler Moore (The Mary Tyler Moore Show)
- Carol Burnett – The Carol Burnett Show
- Shirley Jones – Die Partridge Familie (The Partridge Family)
- Juliet Mills – Nanny und der Professor (Nanny and the Professor)
- Elizabeth Montgomery – Verliebt in eine Hexe (Bewitched)

### Bester Nebendarsteller in einer Serie
James Brolin – Dr. med. Marcus Welby
- Tige Andrews – Twen-Police (The Mod Squad)
- Michael Constantine – Room 222
- Henry Gibson – Laugh-In
- Zalman King – Die jungen Anwälte (The Young Lawyers)

### Beste Nebendarstellerin in einer Serie
Gail Fisher – Mannix
- Sue Ane Langdon – Arnie
- Miyoshi Umeki – Eddies Vater (The Courtship of Eddie's Father)
- Karen Valentine – Room 222
- Lesley Ann Warren – Kobra, übernehmen Sie (Mission Impossible)